# Robert Maillet
Robert Maillet (Georgetown (Ontario) - Canada, 26 oktober 1969) is een Canadees acteur en voormalig professioneel worstelaar. 

## Biografie
Maillet werd geboren in Georgetown, een dorp in de provincie Ontario, Canada. Hij begon zijn carrière in het professioneel worstelen, in 1991 maakte hij zijn debuut als worstelaar en ging daarna naar Japan voor zijn carrière. Van 1997 tot en met 1999 was hij actief in het WWE onder zijn ringnaam Kurrgan. 
Maillet begon in 2001 met acteren voor televisie in de televisieserie Lexx: The Dark Zone, waarna hij nog meerdere rollen speelde in televisieseries en films. 

## Filmografie

### Films
Uitgezonderd korte films.
- 2020 Vicious Fun - als Mike
- 2020 Becky - als Apex
- 2019 Polar - als Karl
- 2018 Deadpool 2 - als Sluggo
- 2018 Game Over, Man! - als Chet
- 2016 Killer Waves - als Barracuda Ben
- 2015 Enragés - als beerman
- 2014 Hercules - als beul
- 2014 Brick Mansions - als Yeti
- 2013 The Young and Prodigious T.S. Spivet - als gigantische hobo
- 2013 Septic Man - als reus
- 2013 The Mortal Instruments: City of Bones - als Blackwell
- 2013 Percy Jackson: Sea of Monsters - als Polyphemos
- 2013 Pacific Rim - als S. Kaidanovsky
- 2012 A Little Bit Zombie - als Terry 'Terror' Thompkins
- 2011 Immortals - als Minotaurus
- 2011 Monster Brawl - als Frankenstein
- 2010 The Big Bang - als Anton 'The Pro' Protopov
- 2009 Sherlock Holmes - als Dredger
- 2006 300 - als Uber Immortal

### Televisieseries
Uitgezonderd eenmalige gastrollen.
- 2014-2017 The Strain - als De Meester - 13 afl.
- 2013-2015 Haven - als Heavy - 5 afl.
- 2014 Dark Rising: Warrior of Worlds - als Bedard - 5 afl.

- Biblioteca Nacional de España: XX5522697
- Gemeinsame Normdatei: 106178102X
- International Standard Name Identifier: 0000 0004 4407 7894
- Library of Congress Control Number: no2016035087
- Virtual International Authority File: 312620383
- WorldCat: E39PBJhXcTrKpw8M7kgdrfdRKd